# Blasticorhinus
Blasticorhinus is een geslacht van vlinders van de familie spinneruilen (Erebidae), uit de onderfamilie Calpinae.

## Soorten
- B. aurantiaca (Holland, 1894)
- B. cymasia Hampson, 1926
- B. decernens Walker, 1864
- B. discipuncta (Holland, 1894)
- B. epixandus Rothschild, 1920
- B. hampsoni Bethune-Baker, 1906
- B. hoenei Berio, 1956
- B. luzonensis Wileman & West, 1928
- B. otophora Hampson, 1894
- B. oxydata Hampson, 1895
- B. rivulosa Walker, 1865
- B. trichopoda Hampson, 1926
- B. ussuriensis Bremer, 1864
- B. waelbroecki (Strand, 1918)